# Оризищна мишка
Оризищната мишка (Micromys minutus) е вид дребен бозайник, единственият представител на род Малки мишки (Micromys) от семейство Мишкови (Muridae). Видът е разпространен в по-голямата част от Евразия. В България се среща главно в равнините.
Оризищната мишка е най-дребният гризач, срещащ се в България. Дължината на тялото и главата е 65-79 mm, а на опашката - 48-78 mm. На цвят е жълтеникаво-кафява с жълтеникаво-бяло коремче. Муцуната е къса, очите са малки, а опашката е хватателна. Предпочита влажни местности с висока тревиста или храстова растителност.
Храни се със семена, насекоми и зелени части на растения. В оризищата, от август до изпадането си в зимен сън през декември, се храни изключително с ориз. Оризищната мишка е активна предимно през нощта.
Размножава се от април до септември, в по-топлите райони до октомври-ноември. Женската прави кълбовидно гнездо между стъблата на растения на около половин метър височина, в някои случаи и на повърхността на земята, и отглежда в тях новородените. Бременността продължава 18—20 дни. Малките напускат гнездото около 15 дни след раждането си, а на възраст месец и половина стават полово зрели. Всяка година женската отглежда до 5 котила с по 5—12 малки.